# Biserica Sfinții Arhangheli din Cîrnățeni
Biserica Sfinții Arhangheli Mihail și Gavriil din satul Cîrnățeni, edificiu cunoscut în documentele vechi și drept Biserica sf. Mihail, este un monument de arhitectură din sec. XIX ocrotit de stat.

## Istoric
Biserica „Sf. Arhangheli Mihail și Gavriil”⁠ din satul Cîrnățeni a fost inițial construită din lemn în sec, XVIII. Data exactă a construcției nu se știe. După 1812 biserica a fost reconstruită în piatră, iar în 1818 a fost finisată clopotnița. 
Hramul Sf. Arhangheli Mihail și Gavriil era ales de mai multe biserici în acea vreme pentru a avea îngeri ocrotitori ai localității împotriva năvălirilor tătare și otomane. 
La începutul sec. XX biserica dispunea de un local pentru școala bisericească, construit în 1861 și o moșie ce mărginea cu domeniul Efremov (Ponset) de la Leuntea (Grădinița), cu un fond funciar de 18 ha. 
Icoanele din catapeteasma bisericii din satul Cîrnățeni au fost aduse de la mănăstirea Curchi. Catapeteasma a fost reconstruită în anii 90 de meșterul popular Anton Port din s. Popeasca.